# Eparchia turowska i mozyrska

Eparchia turowska i mozyrska na tle podziału administracyjnego Egzarchatu Białoruskiego

Eparchia turowska i mozyrska – jedna z eparchii Egzarchatu Białoruskiego Patriarchatu Moskiewskiego. Jej obecnym ordynariuszem (od 2012 r.) jest biskup turowski i mozyrski Leonid (Fil). Siedzibą biskupów pozostaje Mozyrz. Funkcje katedry pełni sobór św. Michała Archanioła w Mozyrzu; drugą katedrą jest sobór Świętych Cyryla i Laurentego Turowskich w Turowie.
Eparchia powstała w 1992 jako kontynuatorka tradycji eparchii turowskiej utworzonej w XI w. Podlegają jej parafie i klasztory na terenie dziewięciu rejonów obwodu homelskiego: bragińskiego, chojnickiego, jelskiego, kalinkowickiego, lelczyckiego, mozyrskiego, narowlańskiego, oktiabrskiego, petrykowskiego i żytkowickiego. Według danych z 2012 eparchia prowadziła 80 parafii, które dysponowały 75 świątyniami, obsługiwało je 61 kapłanów. Działały także dwa klasztory:
- monaster Narodzenia Matki Bożej w Jurewiczach, męski
- monaster Opieki Matki Bożej w Chojnikach, żeński[1].

## Dekanaty
- chojnicki (7 parafii)
- kalinkowicki (13 parafii)
- lelczycki (14 parafii)
- mozyrski miejski (8 parafii)
- mozyrski rejonowy (14 parafii)
- petrykowski (9 parafii)
- turowski (16 parafii)

## Biskupi turowscy i mozyrscy
- Piotr (Karpusiuk), 1992–2004[3]
- Stefan (Nieszczeret), 2005–2012[4]
- Leonid (Fil), od 2012[4]